# Präfix- und Partikelverben im Deutschen
Die Präfix- und Partikelverben bilden im Deutschen einen großen und wichtigen Bereich des Verbwortschatzes. Präfixe und Partikeln liefern Verfahren zur Bildung neuer Verben und haben dabei inhaltlich vergleichbare Funktion, sie sind aber grammatisch verschieden. Der wichtigste Unterschied ist, dass Partikeln im Satz als alleinstehende Wörter vorkommen können, z. B. „ankommen“ – „Sie kommt an.“ Man spricht hier auch von einem „trennbaren Verb“. Ein Präfixverb verhält sich nicht so: „bekommen“ – „Sie bekommt Post.“
Dieser Artikel erläutert die Abgrenzung zwischen diesen beiden Typen im Deutschen und Zweifelsfälle und Sonderfälle dabei. Die Grundlagen der hier verwendeten Unterscheidung werden in den Artikeln Präfix sowie Partikelverb eingehender dargestellt.

## Terminologie
Der Gebrauch der Bezeichnung „Verbpräfix“ ist in der Grammatik allgemein uneinheitlich und ist geeignet, Verwirrung zu verursachen. Eine genaue Unterscheidung der Phänomene ist aber „problemlos möglich“. Dementsprechend wird in der deutschen Grammatik in neuerer Literatur meist strikt unterschieden: Präfix ist im strengen Sinn die Bezeichnung für einen festen Wortbestandteil und Partikel bezeichnet ein Element, das im Satz abtrennbar ist. 
Traditionell und von wenigen neueren Autoren wird jedoch „Präfix“ auch in einer allgemeineren Bedeutung verwendet, in der (einige) abtrennbare Verbbestandteile mit einbezogen werden. Dies wird dann unterteilt in „nicht-abtrennbare“ (eigentliche) Präfixe und „abtrennbare Präfixe“ (= Partikeln). Der vorliegende Artikel benutzt den Begriff „trennbares Präfix“ nicht (so dass Verb-Präfixe stets als Elemente verstanden werden können, die sich genauso verhalten wie Präfixe bei anderen Wortarten). Es gibt allerdings keine allgemein verbreitete Konvention, wie ein Oberbegriff, der Präfixe und Partikeln zusammenfasst, ansonsten lauten sollte; teilweise wird Präverb hierfür verwendet. Hingegen wird die ähnliche deutsche Bezeichnung „Verbzusatz“ anscheinend mehrheitlich als Synonym nur für „Partikel“ verstanden. Selbst „Präfix im weiten Sinn“ ist nur ein Oberbegriff für präpositionale Präfixe und Partikeln, nicht für alle Arten von Partikelverb-Bildungen. Die traditionelle Bezeichnung „Vorsilbe“ wird in der Sprachwissenschaft überwiegend vermieden, da Silben eigentlich Einheiten der Lautstruktur (Phonologie) sind, nicht der Wortstruktur (Morphologie). Außerdem können Partikeln und Präfixe aus mehreren Silben bestehen.

## Rolle für den Wortschatz
In diesem Artikel wird hauptsächlich die Unterscheidung zwischen den beiden grammatischen Typen der Präfix- und der Partikelverben dargestellt. Vor diesem Hintergrund ist aber beachtenswert, dass beide auch gewisse Gemeinsamkeiten aufweisen.
Beiden Bildungstypen ist die Funktion gemeinsam, dass sie wichtige Mittel zur Bildung neuer Verben sind, da die Anzahl verfügbarer einfacher Verben im Deutschen relativ niedrig ist. Präfixe und Partikeln stammen oft von Orts- oder Richtungspräpositionen ab, die Verbindungen mit Verben sind aber häufig lexikalisiert, d. h. die Gebilde können eine eigene Gesamtbedeutung haben, die sich von den Einzelbedeutungen der Teile entfernt hat. Es können sich hierbei auch unterschiedliche Satzbaupläne ergeben: transitiv, intransitiv oder reflexiv.
Die folgenden Beispiele illustrieren die Bedeutung, die die Bildungen bei der Wortschatzerweiterung haben, mit dem Verb „legen“ (räumliche Grundbedeutung: „etwas horizontal positionieren“). Sie illustrieren zugleich den wesentlichen Unterschied zwischen Präfixen und Partikeln hinsichtlich der Trennbarkeit im Satz:
| Präfix (unbetont) | Verb  | Bedeutung         | Satzbeispiel                       |
| ----------------- | ----- | ----------------- | ---------------------------------- |
| be-               | legen | (räuml. Lage)     | Ich belege das Brot.               |
| be-               | legen | (reservieren)     | Wir belegen den Saal für Mittwoch. |
| be-               | legen | (nachweisen)      | Das belegt seine Behauptung.       |
| ver-              | legen | (verlieren)       | Er verlegte die Quittung.          |
| ver-              | legen | (Ort/Zeit ändern) | Sie verlegten das Konzert.         |
| er-               | legen | (Wild schießen)   | Er erlegte einen Hasen             |
| über-             | legen | (nachdenken)      | Er überlegt noch.                  |

| Partikel (betont) | Verb  | Bedeutung        | Satzbeispiel                        |
| ----------------- | ----- | ---------------- | ----------------------------------- |
| ab-               | legen | (räuml. Lage)    | Er legte die Mütze ab.              |
| ab-               | legen | (absolvieren)    | Er legte seine Prüfung ab.          |
| ab-               | legen | (abfahren)       | Das Schiff legt jetzt ab.           |
| aus-              | legen | (räuml. Lage)    | Er legte den Boden mit Zeitung aus. |
| aus-              | legen | (interpretieren) | Er legt die Bibel aus.              |
| vor-              | legen | (bekanntmachen)  | Er legte einen Entwurf vor.         |
| über-             | legen | (räuml. Lage)    | Er legte sich eine Decke über.      |

Bei beiden Typen ist es möglich, dass außer Präfix bzw. Partikel nur eine nominale Wurzel enthalten ist, aber insgesamt ein Verb entsteht, z. B. Dach – überdachen (Präfix), Tüte – eintüten (Partikel). Diese denominalen Verben verhalten sich dann genauso wie ihre aus Verben gebildeten Gegenstücke.
Beiden Typen ist ebenfalls gemeinsam, dass sie als Grundlage für weitere Wortbildung dienen können, etwa der Ableitung eines Substantivs oder eines Adjektivs. Die Unterschiede in der Trennbarkeit verschwinden dann: Solche Weiterbildungen sind nie trennbar. Die Betonungsunterschiede bleiben jedoch erhalten. Beispiele:
- Präfixverb: belegen – Belegung, überdachen – Überdachung. Adjektivierung: belegen – belegbar.
- Partikelverb: auslegen (legt … aus) – Auslegung.  Adjektivierung: auslegbar.

## Unterscheidung nach syntaktischer Trennbarkeit und Betonung
Das Phänomen der syntaktischen Trennung wird relevant, wenn im deutschen Hauptsatz das finite Verb vorangestellt werden muss (Verb-Zweit-Stellung, Verb-Erst-Stellung). In diesen Konstruktionen erweisen sich Partikelverben als syntaktisch zweiteilig: Das finite Verb trennt sich bei der Voranstellung von der Partikel (siehe Partikelverb #Trennung im Satz).

### Reine Präfixe
Eine Reihe von Worterweiterungen erweisen sich als reguläre Präfixe, da sie nur eine Rolle im Wortaufbau haben, aber ausnahmslos mit dem Verbstamm zusammenbleiben, also keine eigenständige Rolle im Satz annehmen können:
- be-, ent-, er-, ge-, ver-, zer-[9]

Mit all diesen findet man also niemals Konstruktionen der Form: * Er leert den Eimer ent (vgl. aber: „Er leert den Eimer aus“). Diese Präfixe sind außerdem alle unbetont.
Hinzu kommt das Präfix miss-; es ist ebenfalls unbetont und nicht abtrennbar in den Beispielen:
- missgönnen – „Er missgönnt mir den Erfolg.“
- missachten – „Er missachtete die Vorfahrt.“

Allerdings bildet das Verb missverstehen eine Ausnahme, hier wird marginal in der gesprochenen Sprache auch die Trennung beobachtet: „Versteh mich nicht miss!“ Dies geht einher mit der Ausnahme, dass „miss-“ in diesem Wort betont werden kann: „missverstehen“ oder „missverstehen“. Mehr hierzu weiter unten im Abschnitt #Kombinationen von Präfixen/Partikeln.

### Reine Partikeln
Als Partikelverb wird im Deutschen jede Bildung bezeichnet, die einen trennbaren Zusatz im Verb enthält. Solche Verbzusätze können beliebigen Wortarten zugeordnet werden, daher ist eine erschöpfende Auflistung schwer möglich.
Besonders typische Beispiele sind Verbpartikeln, die Präpositionen äußerlich oder bedeutungsmäßig ähneln, so dass sie als „präpositionale Partikeln“ bezeichnet werden. Die folgenden Beispiele ergeben eindeutige Partikeln (siehe zusätzlich im nächsten Abschnitt weitere präpositionale Partikeln, die mehrdeutig sind):
- ab, an, auf, aus, bei, ein, gegen, nach, vor, zu, zwischen
- Beispiele: „Er legt ... die Mütze ab / die Ohren an / Köder aus / einen Werbeflyer bei / einen Holzscheit nach ...“

Daneben lassen sich „adverbielle Partikeln“ identifizieren („hin, weg, vorbei, zusammen, mit“ u. v. a.), „adjektivische Partikeln“ („gerade, fertig, fest...“) und noch weitere Typen.

### Wechsel zwischen Präfix- und Partikelgebrauch
Regelmäßig entsteht Mehrdeutigkeit (grammatisch und inhaltlich) mit folgenden Elementen, die sowohl unbetont als Präfix als auch betont als abtrennbare Partikel dienen können. Die folgende Liste zeigt soweit möglich Minimalkontraste, allerdings existieren nicht bei jedem Verb beide Varianten:
- durch

„Er durchläuft die gesamte Ausbildung.“
„Ich warte, bis der Kaffee durchläuft.“ — „Läuft der noch nicht durch?“
- hinter

„Man hintergeht mich also!“
„Kannst du mal hintergehen und nachschauen?“ – „Ich geh mal hinter und schau nach.“
Analog:
- über

„Die Schüler übersetzen Cäsar.“
„Cäsar setzte die Truppen über.“
- um

„Die Polizei umstellte das Klohäuschen.“
„Die Arbeiter stellten das Klohäuschen um.“ (woanders hin)
- unter

„Ich unterstelle Absicht.“
„Bei Regen stellen wir uns dort unter.“
- wider (selten)

„Luther widerrief nicht.“
„Der Saal hallte wider von Zwischenrufen.“
- wieder (selten als Präfix)

„Er wiederholt den Satz.“
„Er holt sich das Geld wieder.“
- voll (großer Bedeutungsunterschied)

„Er vollstreckte den Befehl.“
„Er stopfte den Koffer voll.“ (Partikelverb mit resultativem Adjektiv)
Vor allem die präpositions-artigen Elemente „durch, hinter, über, um, unter“ werden in der Literatur oft gesondert behandelt. In ihrem grammatischen Verhalten zerfallen sie eindeutig in Präfix- und Partikel-Verwendungen, mit allen regulären Eigenschaften, die damit jeweils verbunden sind. Da sie in beiden Verwendungen gleich aussehen, wird jedoch auch oft unterstellt, dass es sich (lexikalisch) um einheitliche Elemente handelt; dann wird die Präfix-Verwendung als Partikelpräfix bezeichnet. Hiermit ist gemeint, dass ein Element mit der Funktion Präfix das Aussehen (und ggf. die lexikalische Identität) einer Partikel hat. Eine andere Variante ist, alle Elemente, die wie Partikeln bzw. auch Präpositionen aussehen, immer als Partikeln zu bezeichnen („doppelförmige Partikeln“) und die Verwendungen als „trennbare“ bzw. „nicht trennbare Partikeln“ zu unterscheiden (so im Handbuch von Motsch (2004)).
Alle diese Ansätze heben also auf den Unterschied ab, dass die oben genannten „reinen Präfixe“ wie be- niemals trennbare Varianten aufweisen. 
Insgesamt bedeutet eine Kategorie „Partikelpräfix“ also keine Zwischenstufe hinsichtlich der grammatischen Eigenschaften, sondern einen Wechsel zwischen zwei verschiedenen Kategorien.

## Unterscheidung in der Wortstruktur
Von der syntaktischen Trennbarkeit kann die morphologische (wortstrukturelle) Trennbarkeit der Partikelverben unterschieden werden. Die beiden Kriterien decken sich meistens, siehe aber den später folgenden Abschnitt #Zwei Präfixe als Problemfall für Ausnahmen.

### Bildung deszu-Infinitivs
Verbale Partikeln stehen außerhalb, also vor, der Verbindung zu + Infinitiv. Sie gleichen darin anderen Verbzusätzen wie z. B. resultativen Adjektiven:
- „die Nudeln aufzuessen“
- vgl.: „den Teller leer zu essen“

Präfixe gehören hingegen enger zum Verb als das Infinitiv-zu.
- „zu bekommen / zu entleeren / zu verlieren / zu missachten“

Die Elemente mit wechselnder Verwendung unterscheiden sich regelmäßig auch hierin:
- „eine Ausbildung zu durchlaufen“ – „um durchzulaufen“
- „um Cäsar zu übersetzen“ – „um die Truppen überzusetzen“ etc.

### Bildung der Partizipform
Das Perfektpartizip wird im Deutschen bei einfachen Verben mit einer Kombination aus zwei Elementen gebildet (Zirkumfix) und hat je nach Verbklasse die Form ge-...-t oder ge-...-en (dieses -en ist von der gleichlautenden Infinitivendung zu unterscheiden): sag(en) – ge-sag-t sowie schlag(en) – ge-schlag-en.
Partikeln stehen wiederum außerhalb des ge- beim Partizip:
- Sie haben... „das Buch aufgeschlagen“ / „die Nudeln aufgegessen“ / „die Truppen übergesetzt“ / „das Häuschen umgestellt“ etc.

Präfixverben verbinden sich hingegen gar nicht mit dem ge- des Partizips, sondern dieses fällt bei Präfixverben weg. Man kann also schließen, dass dieses Partizip-Affix ge- für die Zwecke des Wortaufbaus derselben Klasse angehört wie die Präfixe be- / er- etc. Es ergibt sich also:
- leg(en) – ge-leg-t, aber be-leg(en) – be-leg-t
- stell(en) – ge-stell-t, aber umstell(en) – um-stell-t

## Kombinationen von Präfixen/Partikeln

### Trennbare Partikel + Präfixverb
Es ist möglich, eine Partikel mit einem Verb zu verbinden, das bereits ein Präfix hat; diese Kombinationen sind häufig und verhalten sich regelmäßig: Die Partikel wird abgetrennt, wenn das Verb im Satz vorangestellt wird; die Voranstellung nimmt jedoch das Präfix mit. Beispiele:
- vorbesprechen

„...um die Aktion vorzubesprechen“
„Sie besprachen die Aktion vor.“
- vorausberechnen

„...um die Flugbahn vorauszuberechnen“
„Sie berechneten die Flugbahn voraus.“
- Die Partizipform einfacher Partikelverben hat bereits dieselbe Wortstruktur:

„vor + sprechen“ → „vor + ge-sprochen“
Wenn ein Partikelverb auf einem Präfixverb basiert, wird das Perfektpartizip regulär wie bei Präfixverben sonst gebildet, also ohne ge-: „vorbesprochen“, „vorausberechnet“.

### Präfix + Partikelverb?
Die umgekehrte Reihenfolge Präfix + Partikel ist grammatisch widersprüchlich, da das Präfix eben mit dem Verbstamm enger verbunden sein müsste. Formen, die so aussehen, haben zum Teil andere Herleitungen, vor allem aus einem Substantiv. Andere Fälle von dieser Gestalt erfahren eine irreguläre Behandlung als nicht zerlegbare Einheit (trotz der scheinbaren Anwesenheit einer Partikel).
Beispielsweise ist „beauftragen“ kein Verb mit der Reihung „Präfix-Partikel-tragen“, sondern es handelt sich um eine Ableitung zu einem Substantiv: be- + Auftrag (in der Art wie „bedachen“ vom Substantiv „Dach“ abgeleitet ist). Ebenso enthält „vereinnahmen“ das Substantiv „Einnahme“, nicht direkt das Verb „einnehmen“. (Die beteiligten Substantive sind letztlich zwar von einem Partikelverb abgeleitet; die Substantivierung beendet die Trennbarkeit aber.)
Sonderfälle sind außerdem „ver-ab-reichen“ und „ver-ab-säumen“ sowie „sich über-an-strengen“. In den ersten beiden ist zwar „ab“ als Partikel erkennbar, jedoch existiert kein Partikelverb: ?„abreichen“, ?„absäumen“. Die Formen verhalten sich insgesamt nicht (mehr) als Partikelverb, sondern wie ein einfaches bzw. Präfixverb:
- „zu verabreichen / Er verabreicht das Mittel“
- „zu verabsäumen / Sie verabsäumte nicht, es zu erwähnen“.

Dasselbe gilt für „sich überanstrengen“, wo „über-“ ein Präfix ist (siehe unten) und „sich anzustrengen“ ein Partikelverb; trotzdem wird die gesamte Bildung in die linke Satzklammer gestellt und auch dem zu-Infinitiv unterworfen: „sich zu überanstrengen“ / „Er überanstrengt sich.“

### Verben mit zwei Partikeln
Die Möglichkeit, zwei Partikeln hintereinander an ein Verb anzufügen, wird in manchen Quellen vermerkt, in anderen verneint. Potenzielle Beispiele für solche Bildungen wären folgende, die allerdings unterschiedliche Analysen erhalten:
- übereinkommen, dahinterstehen
- vorankündigen, voranmelden
- miteinbeziehen, wiederherstellen

Die erste Gruppe zeigt in Wirklichkeit in sich zusammengesetzte Partikeln über+ein, da+hinter, also nur Anfügung einer einzigen Partikel. Die zweite Gruppe wird öfters als Rückbildung aus Substantiven erklärt (also: Vor+Ankündigung, dann umgebildet zu einem Verb; genauere Darstellung siehe unten).
Die dritte Gruppe ist ein recht eindeutiges Beispiel für doppelte Partikelbildung, allerdings wird darauf hingewiesen, dass mit und wieder möglicherweise lockerer angefügt sind, also syntaktisch selbständiger als die typischen Partikeln. Bei der Trennung stehen dann beide Partikeln in getrennter Schreibung am Satzende: 
- „Er bezieht es mit ein.“

Der Typ „vorankündigen“ erlaubt diese Konstruktion dagegen nicht. (Hier ergibt sich ein Verb, das im Hauptsatz gar nicht vorangestellt werden kann, siehe unten.)

### Zwei Präfixe als Problemfall
Auch die Kombination zweier Präfixe wird in der Literatur manchmal ausgeschlossen, aber dies vor allem bezogen auf die klassischen Präfixe des Typs be-, ent-, er- etc. (Das Verb „verbeamten“ ist wiederum anders strukturiert, nämlich ver- + Beamter.)
Ein Typ, der anscheinend eine Ausnahme liefert, sind aber Bildungen mit über- in der Bedeutung „zu sehr“ (analog: unter- „zu wenig“), außerdem auch das bereits erwähnte miss-:
- überbeanspruchen, überbetonen
- missverstehen

Hier wird von Präfixen ausgegangen, weil in Verbindung mit einfachen Verben die Kriterien dafür erfüllt sind. Vom selben Bedeutungstyp sind nämlich:
- „überlasten“ – „zu überlasten“ – „Das überlastet das Netz.“
- „missdeuten“ – „zu missdeuten“ – „Das missdeutet er.“

Die komplexen Fällen weiter oben sind dann so aufzufassen, dass dasselbe Präfix sich morphologisch wie eine Partikel zu verhalten beginnt, wenn es vor einem anderen Präfix steht:
- „ohne jemanden überzubeanspruchen“[27]
- „Ich bitte, mich nicht misszuverstehen.“[28]

Diese Bildungen werden dennoch meist nicht im Satz getrennt (bei „missverstehen“ allerdings möglich):
- „Du überbeanspruchst seine Geduld.“[29]
- „Missverstehen Sie mich nicht!“[30]
- „Es missbehagte ihm, in die Enge getrieben zu werden.“[31]

Diese Bildungen stellen also einen Zwischentyp zwischen Partikel und Präfix dar. Morphologische und syntaktische Trennbarkeit decken sich dann nicht mehr.

## Sonderfälle bei der Verb-Voranstellung

### „Bewegungsresistente“ Verben
Es ist beobachtet worden, dass im Deutschen Verben existieren, die man nicht in die Zweitposition des Satzes stellen kann, sondern die nur am Satzende stehen können, vor allem in infiniter Form, oft auch finit.
- ?? „Das Ensemble führte die Komödie urauf.“
- ?? „Das Ensemble uraufführte die Komödie.“
- Aber: „… als das Ensemble die Komödie uraufführte.“

- ?? „Man schutzimpfte die Bevölkerung.“
- ?? „Man impfte die Bevölkerung schutz.“
- Aber: „… die Leute schutzimpfen zu lassen“

Bei solchen Fällen handelt es sich nie um einfache Verben (lexikalische Simplizia). Daher ist vermutet worden, dass diese Unbeweglichkeit eine Folge davon ist, dass Verben irreguläre Wortstrukturen haben können, die von der Voranstellungsregel der Syntax nicht verarbeitet werden können. Probleme bereiten offenbar besonders solche Verben, in deren erstem Teil ein Substantiv erkennbar ist, so auch „bergsteigen“ oder „schutzimpfen“. In „uraufführen“ ist ein Präfix „ur“ zu sehen, das nicht für Verben, sondern für Substantive typisch ist.
Auffällig ist dabei, dass die morphologische Trennung bei der Bildung des Partizips oder zu-Infinitivs oft keine Probleme macht, während die Voranstellung bzw. syntaktische Trennung blockiert ist.
- „die Komödie uraufzuführen“
- „Sie haben die Komödie uraufgeführt.“
- „Die Leute werden schutzgeimpft / um sie schutzzuimpfen.“

In der Erscheinung „bewegungsresistenter“ Verben treffen zwei Probleme zusammen:
- Die Verben können nicht getrennt werden, obwohl sie mehrere Bestandteile haben.
- Die Verben können auch nicht im Ganzen vorangestellt werden.

Es handelt sich dann um komplexe Verben, die weder unter die Partikelverben noch unter die Präfixverben eingereiht werden können. Als Erklärungen für das Verhalten sind zwei Arten von irregulären Wortstrukturen ins Auge gefasst worden: Rückbildung und Doppelpartikel-Bildungen.

### Rückbildung von Verben aus Substantiven
Der wichtigste Typ von bewegungsresistenten Verben sind Verben, die durch Rückbildung entstehen. Dies ist ein Prozess, der bei Substantiv-Komposita oder Substantiven mit Präfix auftreten kann, wenn das Grundwort bzw. der Stamm von einem Verb abgeleitet ist:
- N Not + NLandung (Kompositum)

→ Not + Landung
→ V notland-(en)
- N Ur-aufführung  (Substantiv mit Präfix)

→ Ur-aufführung
→ V uraufführ-(en)
Die Verben „notlanden“ und „uraufführen“ entstehen hier, indem die deverbale Ableitung weggestrichen wird. Das Ergebnis im ersten Fall sieht wie ein Kompositum aus, ist aber nicht durch Zusammensetzung mit einem Verb entstanden.
Das Fehlen der regulär zusammengesetzten Wortstruktur wird dann als Grund vermutet, warum das Verb nicht getrennt werden kann. Allerdings gibt es auch Beispiele, wo sich eine Trennung eingebürgert hat: „Kopf+stand“ – „kopfstehen“ – „Er steht kopf“.

### Doppelpartikel-Verben
Außerdem ist vermutet worden, dass eine syntaktische Trennung unmöglich wird, wenn ein Verb zwei (getrennte) Partikeln hat, weil ein Paar von Partikeln keine Einheit ergebe, die frei stehen und somit zurückbleiben könne.
- vór-an-kündigen  (nicht: „vorán-kündigen“)
- ?? „Er kündigte seinen Rückzug vor an.“

Der Status dieser Erklärung ist umstritten, da es bereits umstritten ist, ob Doppelpartikelbildungen regulär sind (siehe oben): Die Dudengrammatik verweist darauf, dass sie anders als einfache Partikelverben nicht produktiv sind, und analysiert die vorhandenen Fälle als Rückbildung aus einem Substantiv „Vor-Ankündigung“, so wie auch im Fall „Ur-Aufführung“. Anderswo werden allerdings Doppel-Partikel-Bildungen für möglich gehalten.

### Voranstellbarkeit irregulärer Bildungen
Daneben ist die Frage zu beantworten, warum komplexe Wörter, wie sie aus Rückbildungen entstehen, nicht als ganze in die Zweitposition gestellt werden können. Dies müsste daran liegen, dass sie in gewissem Sinn „zu groß“ wirken, also so, als ob sie einen Verbzusatz enthalten würden, der abtrennbar sein müsste, auch wenn er es nicht ist. Die Anfangsbetonung könnte zu dem Eindruck beitragen, dass es Partikelverben sein müssten. In diesem Zusammenhang ist jedoch zu vermerken, dass es eine Reihe von Fällen gibt, in denen komplexe Verben unerwarteterweise doch in die Zweitposition gestellt werden können.
Unerwartete Verbzweitstellung findet sich bereits mit Partikelverben wie „anerkennen“ (alternativ zur Trennung) und Strukturen wie „verabsäumen“ (wo eine Partikel hinter einem Präfix steht, was grammatisch irregulär ist, aber hier gerade zur Behandlung als untrennbare Einheit führt: „Sie verabsäumte nicht, es zu erwähnen“).
Ein Kontrastpaar ist außerdem:
- „Sie wetteiferten miteinander um den Sieg“.
- Aber: ?? „Sie wettliefen miteinander.“

Zu der Frage, ob es hierfür systematische Erklärungen gibt, existieren nur Hypothesen. So wurde etwa der Faktor vermutet, dass ein Wort dann als zu groß für die Zweitposition wirkt, wenn seine Zusammensetzung aus zwei Teilen inhaltlich nachvollziehbar ist (so wie bei „um die Wette laufen“). Die Erklärung für den obigen Kontrast wäre dann, dass nicht mehr klar ist, was für eine Situation das Verb „eifern“ für sich allein beschreiben soll. Im Ergebnis liegt ein Verb vor, das komplex aufgebaut wirkt, aber weder Präfix- noch Partikelverb ist.